# Edwin Lord Weeks

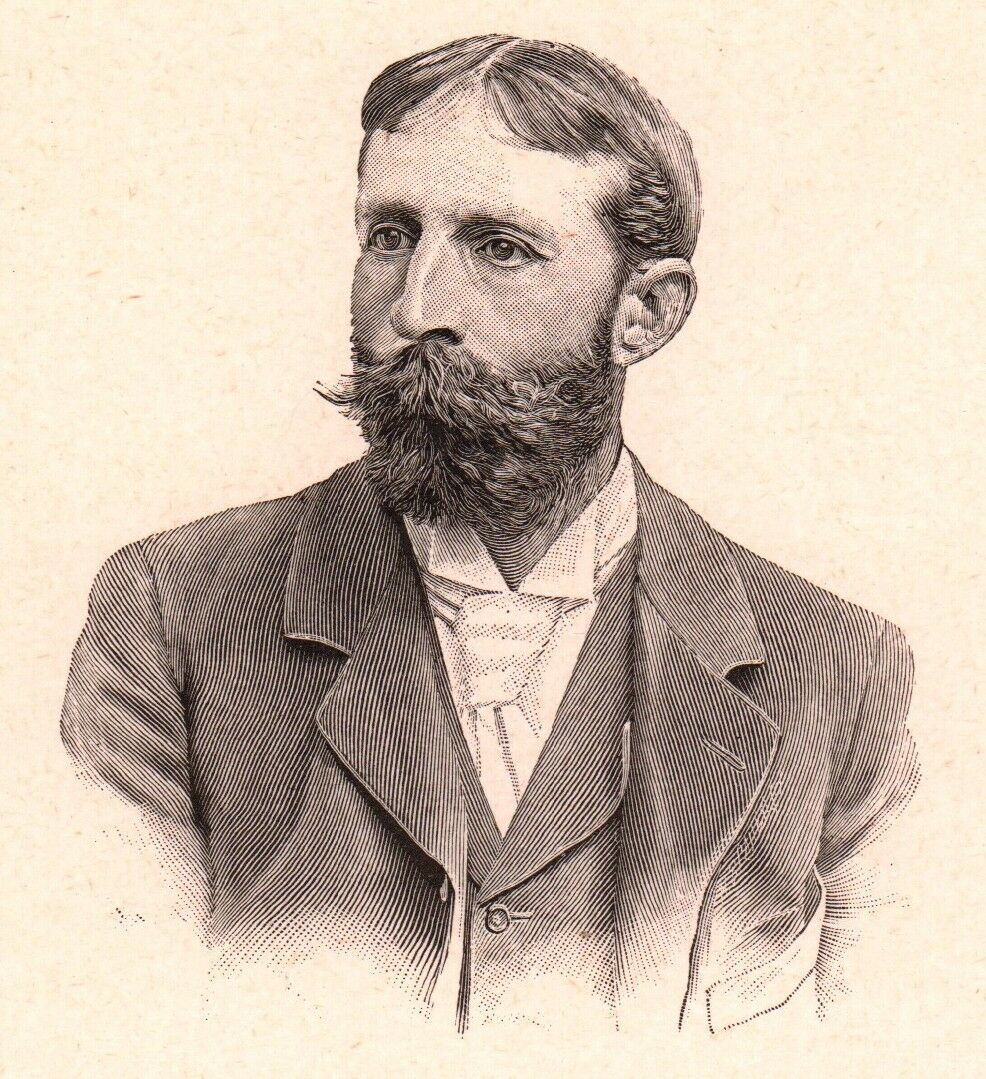
Edwin Lord Weeks
(ca.1903), Figures contemporaines, BnF

Edwin Lord Weeks (Boston, 1849 – Parijs, 1903) was een Amerikaans schilder die zich specialiseerde in afbeeldingen uit de Oriënt. 

## Leven en werk
Edwin Lord Weeks' vader was een specerijen- en theehandelaar in een voorstad van Boston. De familie verkeerde in goede financiële omstandigheden en daardoor kon Weeks volop reizen en schilderen. Als jonge man ging hij naar Florida waar hij begon te tekenen. Later ging hij ook naar Suriname.

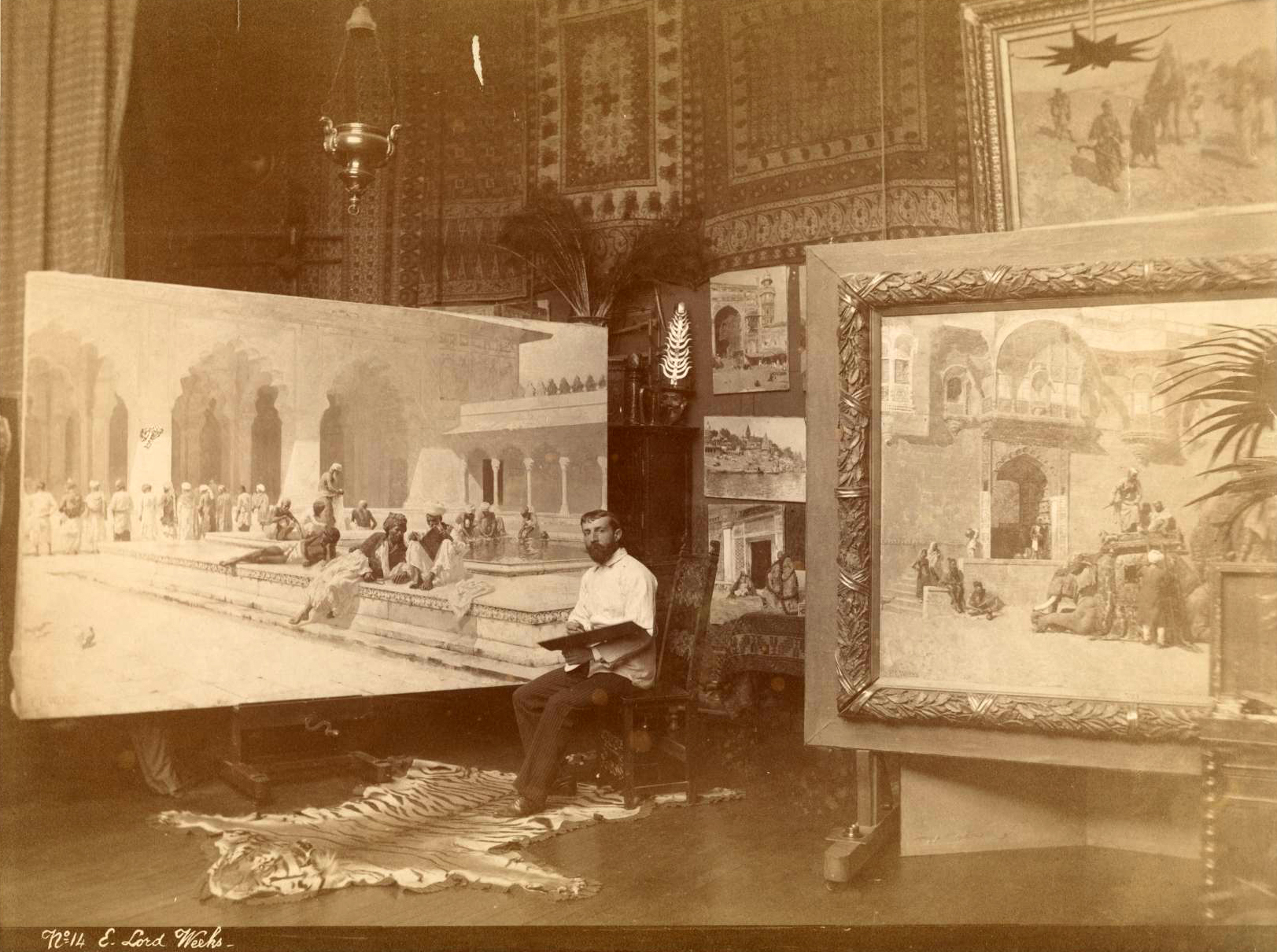
Edwin Lord Weeks in zijn studio in Parijs
(ca.1885/90), Frick Collection

Zijn oudste bekende werken dateren uit 1867. Vanaf 1871 kreeg hij meer techniek en oog voor compositie. Een jaar later trok hij naar Parijs waar hij een leerling werd van Léon Bonnat and Jean-Léon Gérôme. Na zijn studie in Parijs ontpopte Weeks zich tot een van Amerika’s belangrijkste schilders op het gebied van oriëntaalse onderwerpen. Daarvoor reisde hij door het Midden-Oosten en landen als Egypte, Perzië, Marokko en India.
In 1895 schreef en illustreerde Weeks het reisboek From the Black Sea through Persia and India en in 1897 publiceerde hij Episodes of Mountaineering.
Edwin Weeks was lid van het Franse Legioen van Eer en een lid van de kunstvereniging Münchener Secession.

## Galerij

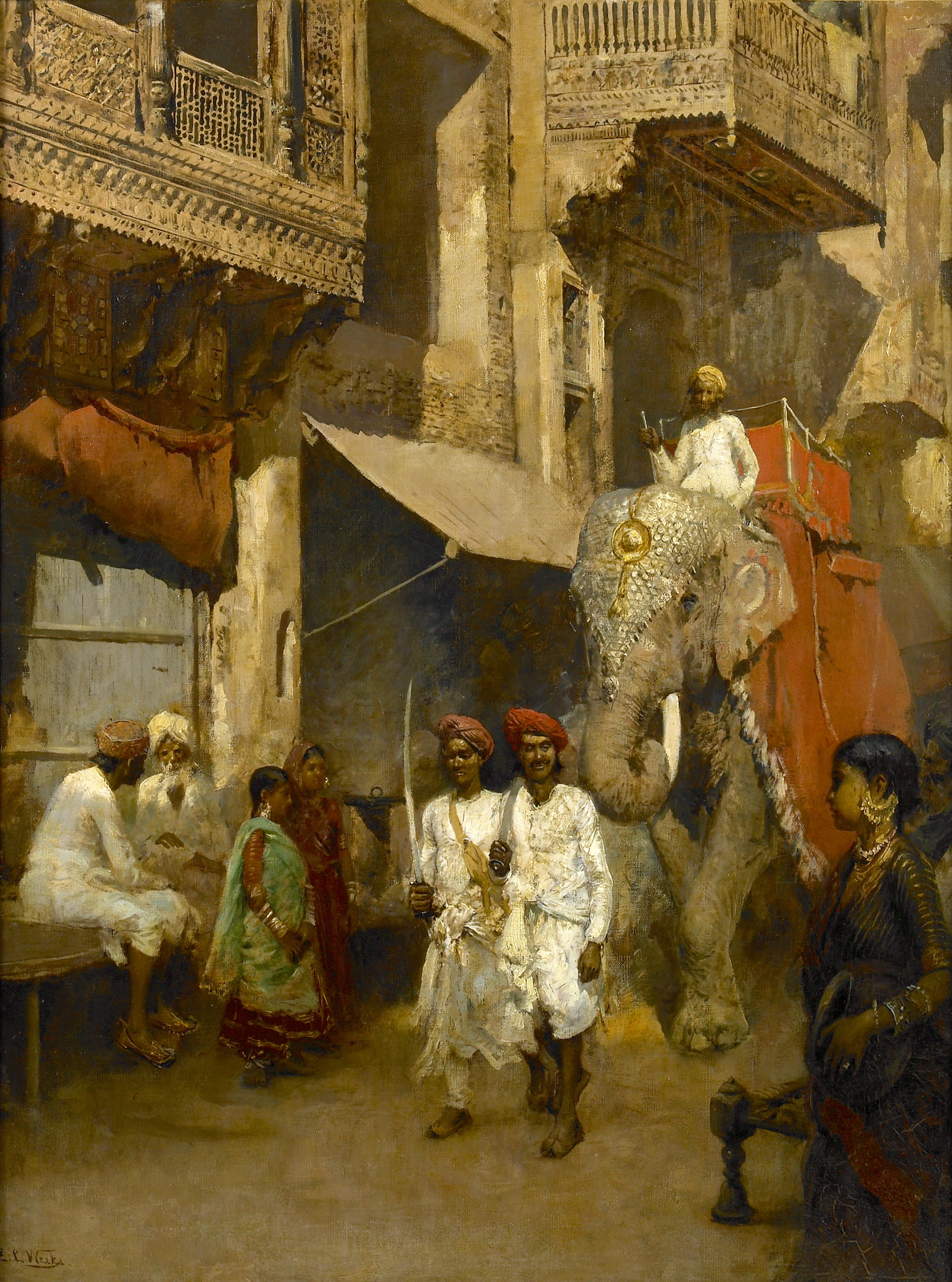
Promenade on an Indian Street (ca. 1880)
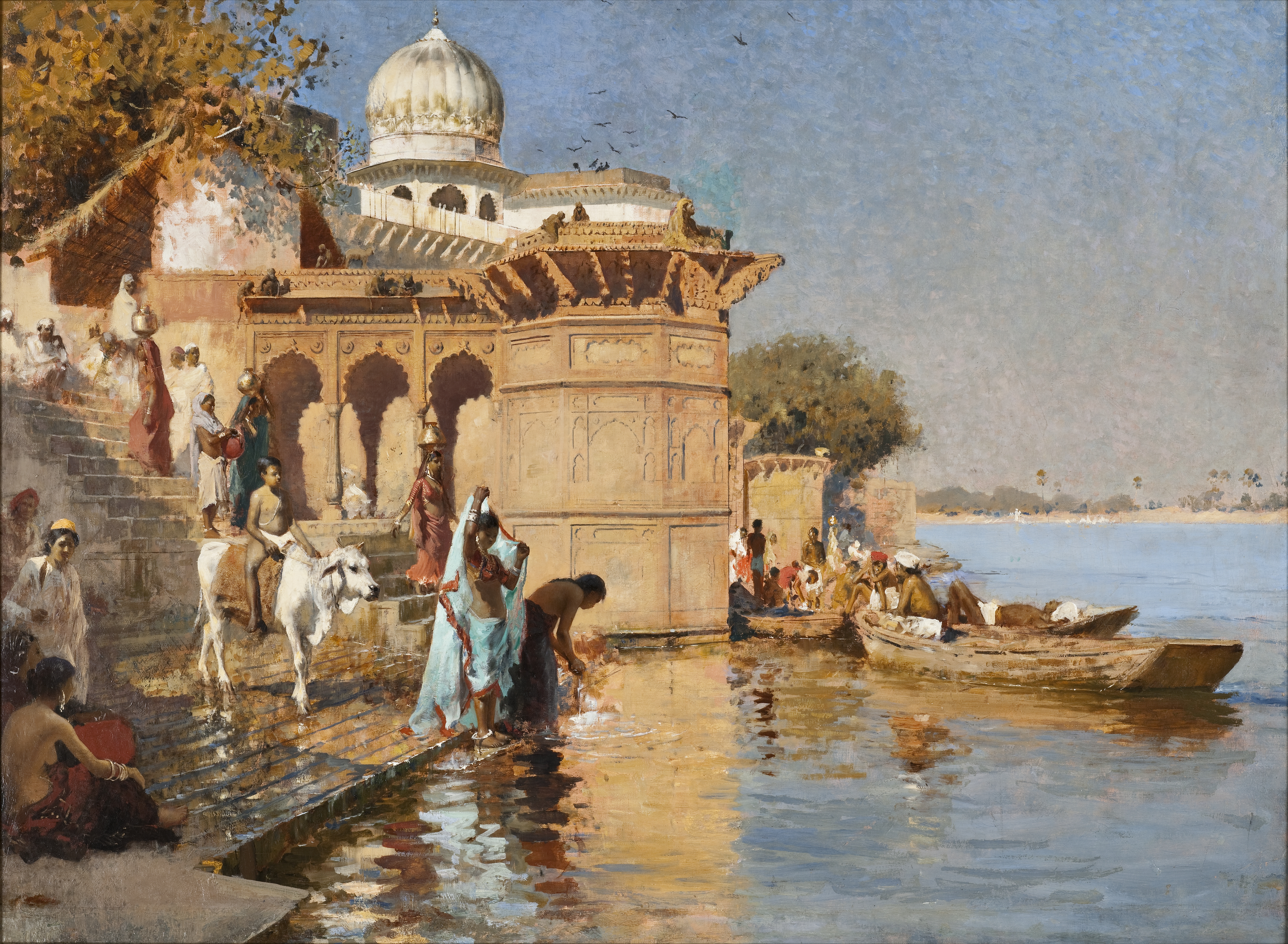
Along the Ghats, Mathura (ca. 1880), LACMA
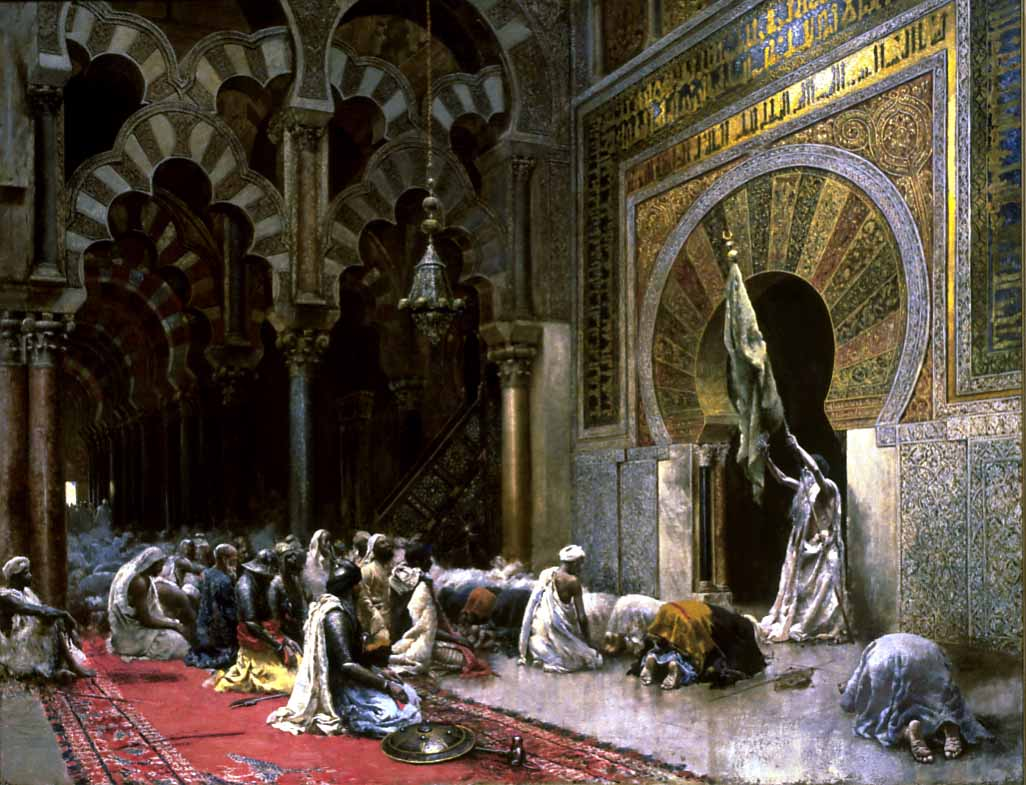
Interior of a Mosque at Cordova (ca. 1880), Walters Art Museum
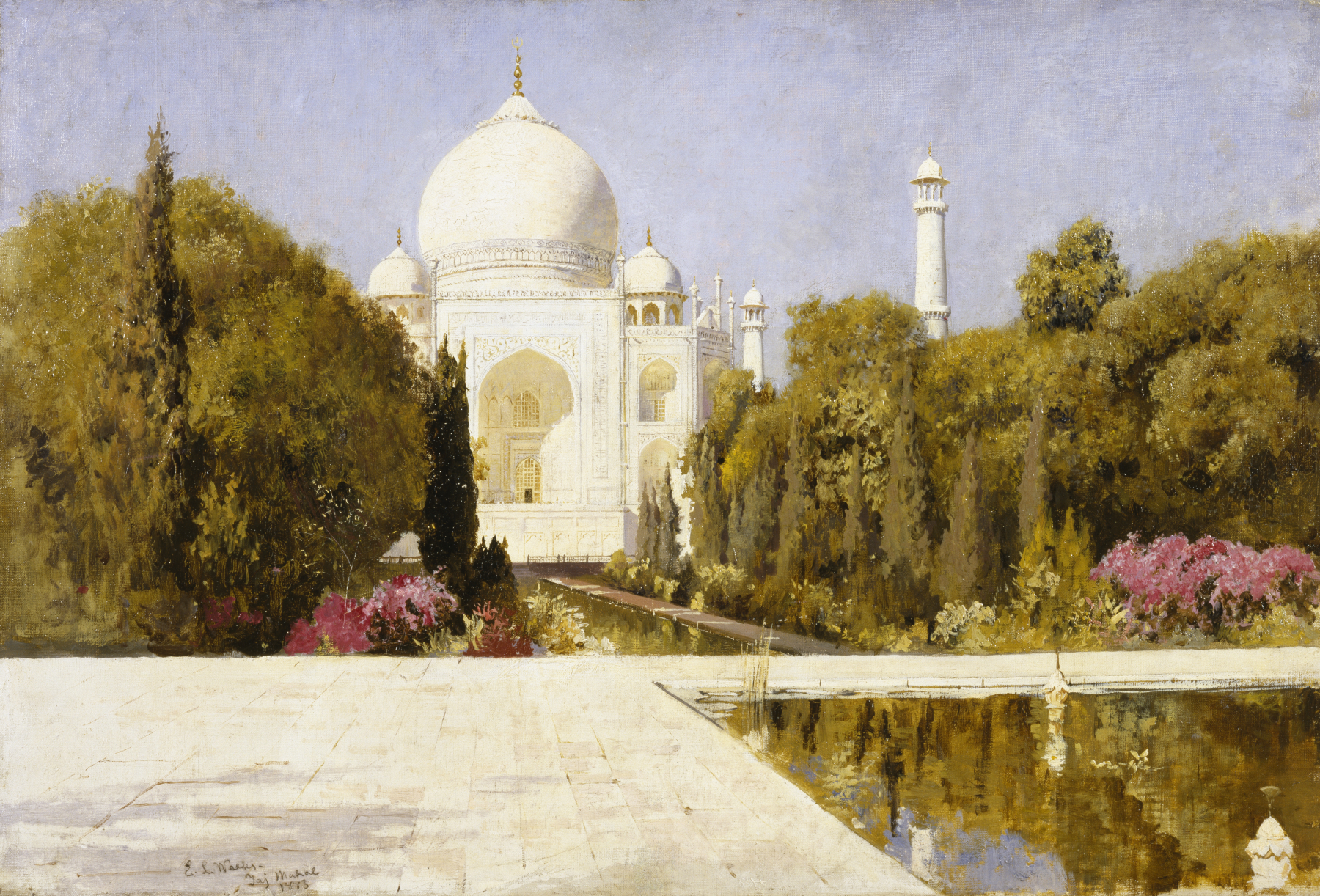
The Taj Mahal (1883), Walters Art Museum
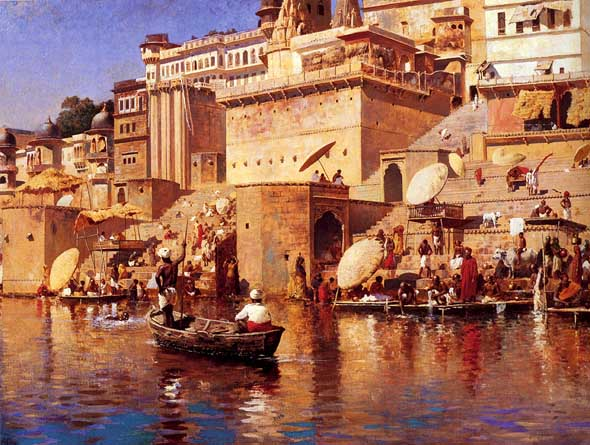
On The River Benares (ca. 1883)
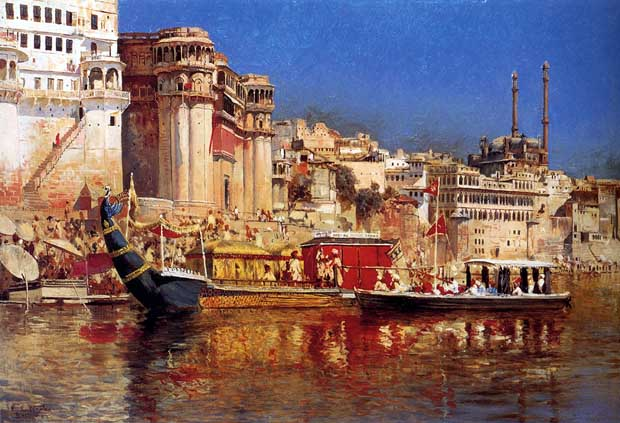
The Barge Of The Maharaja Of Benares (ca. 1883)
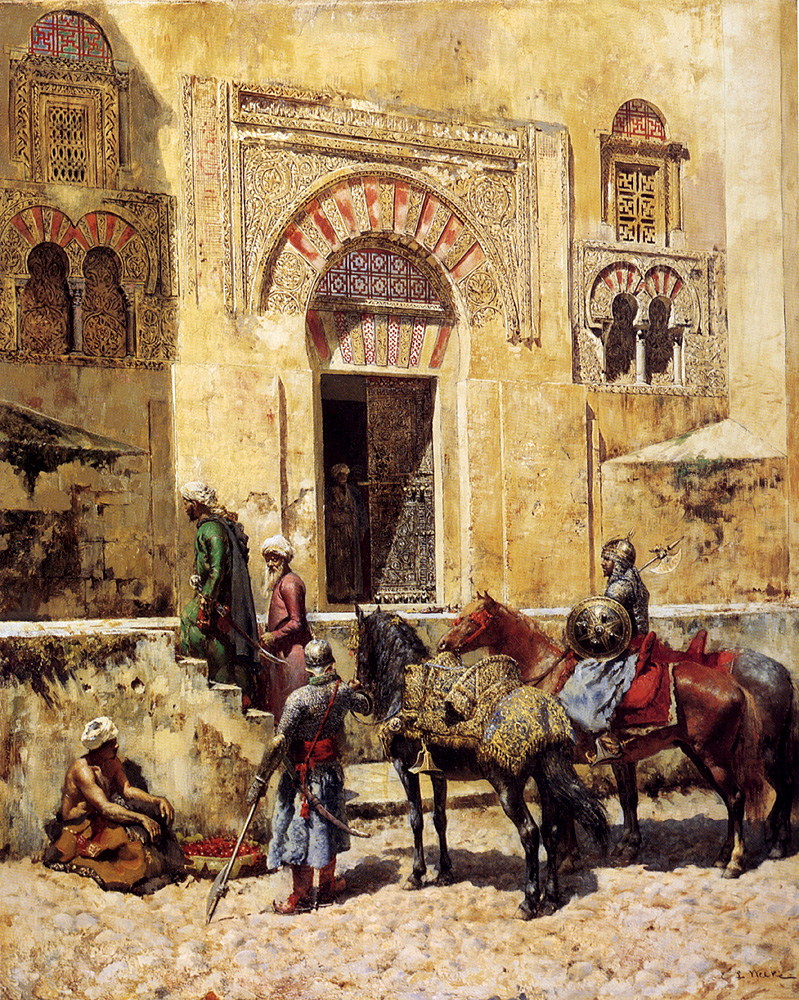
Entering The Mosque (1885)
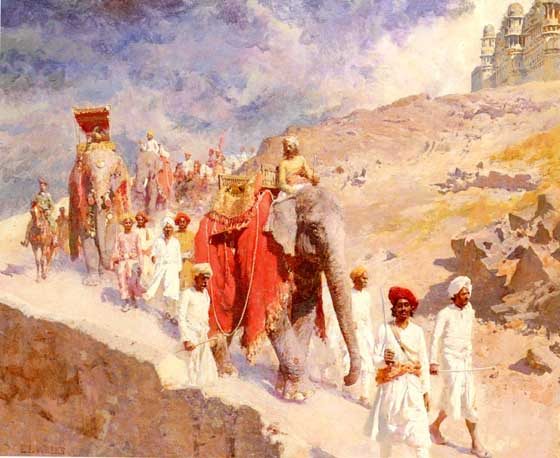
A Maratha Hunting Party (1887)
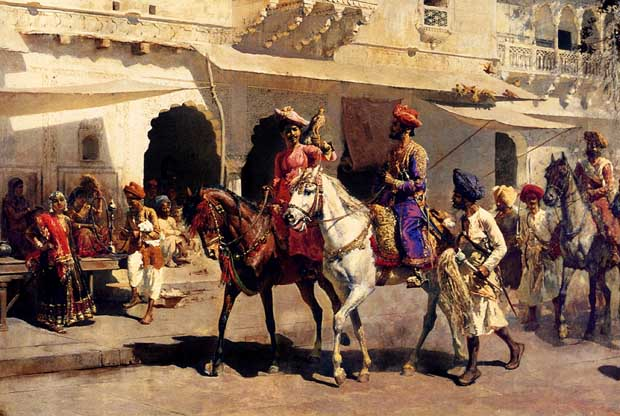
Leaving For The Hunt At Gwalior (ca. 1887)
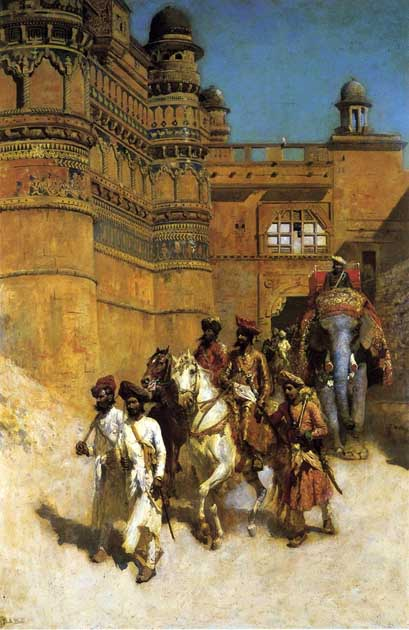
The Maharahaj of Gwalior Before His Palace (ca. 1887)
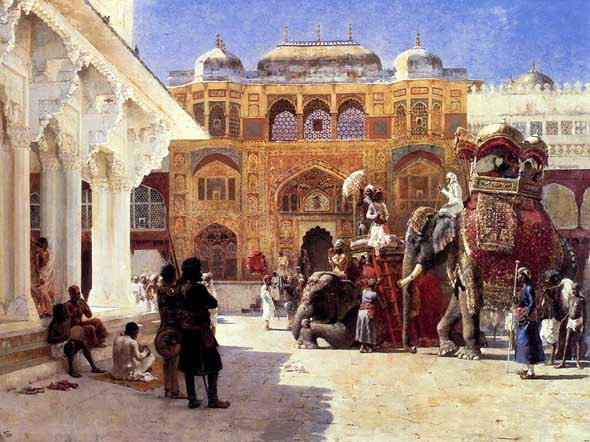
Arrival of Prince Humbert - The Rajah, At the Palace of Amber (ca. 1888)
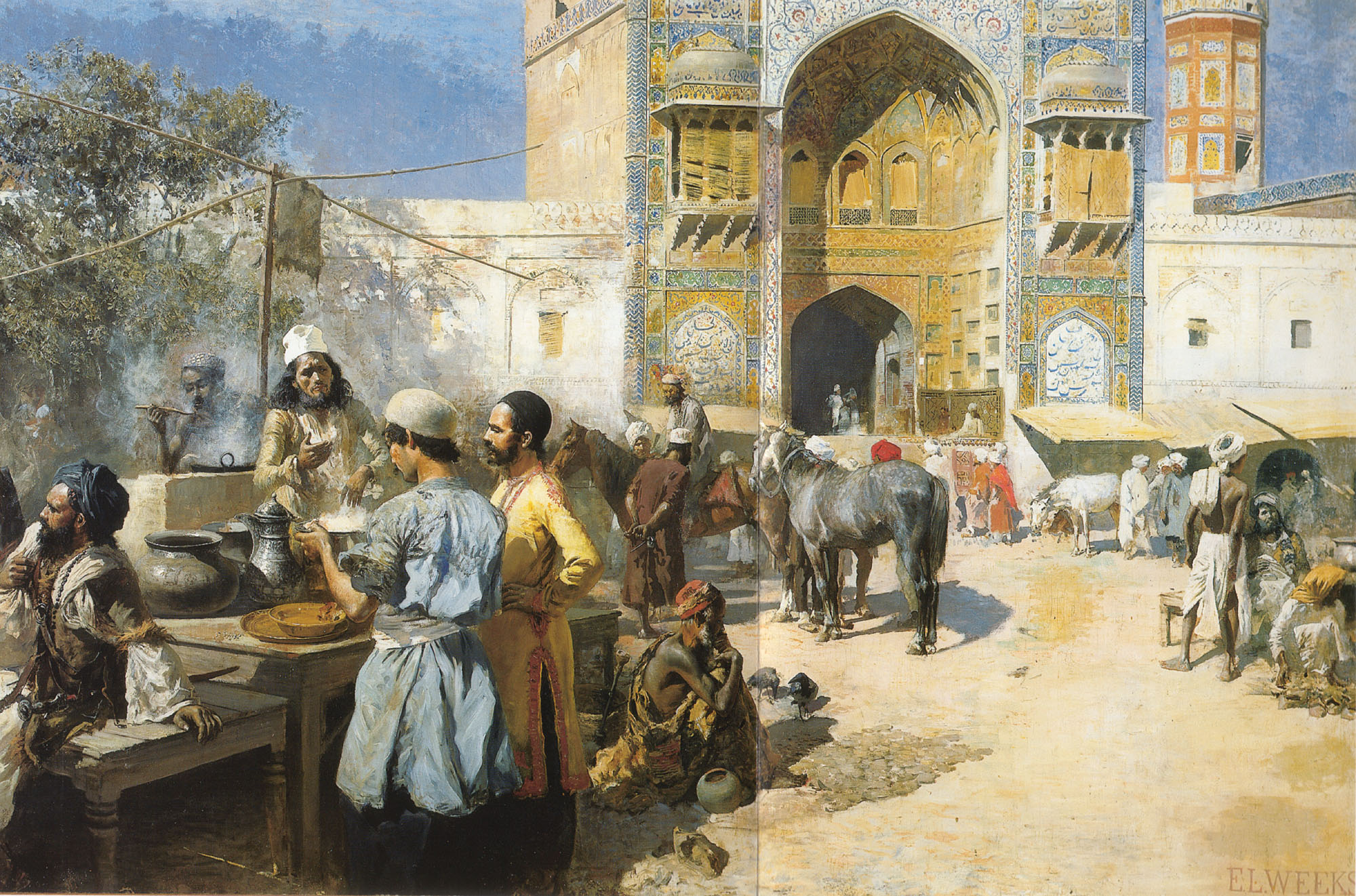
An Open-Air Restaurant, Lahore (ca. 1889), privécollectie
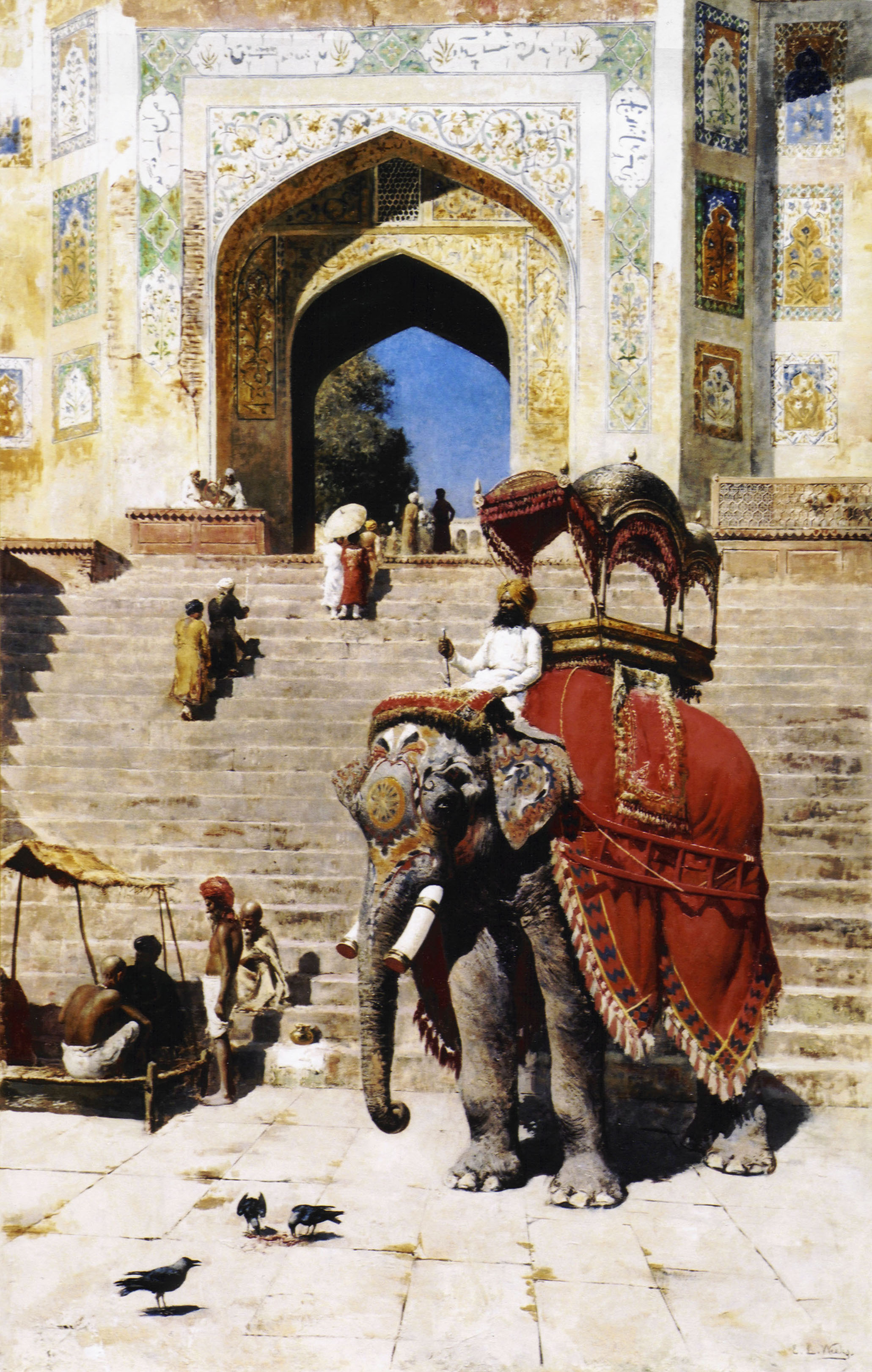
Royal Elephant at the Gateway to the Jami Masjid, Mathura (ca. 1895), privécollectie
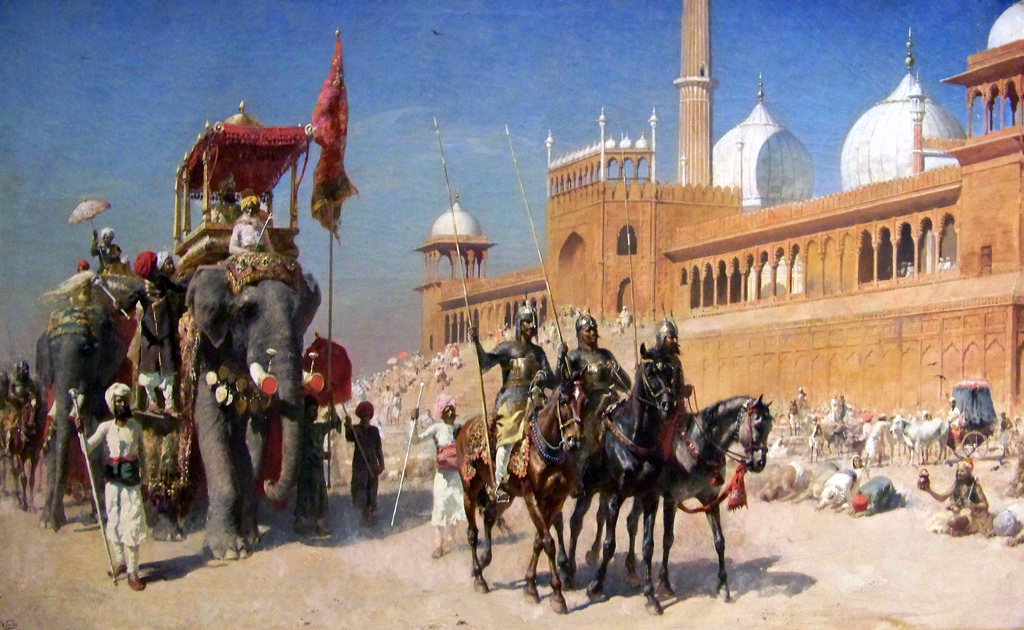
The Great Mogul and His Court Returning from the Great Mosque at Delhi L. D. M. Sweat Memorial Galleries (Portland)
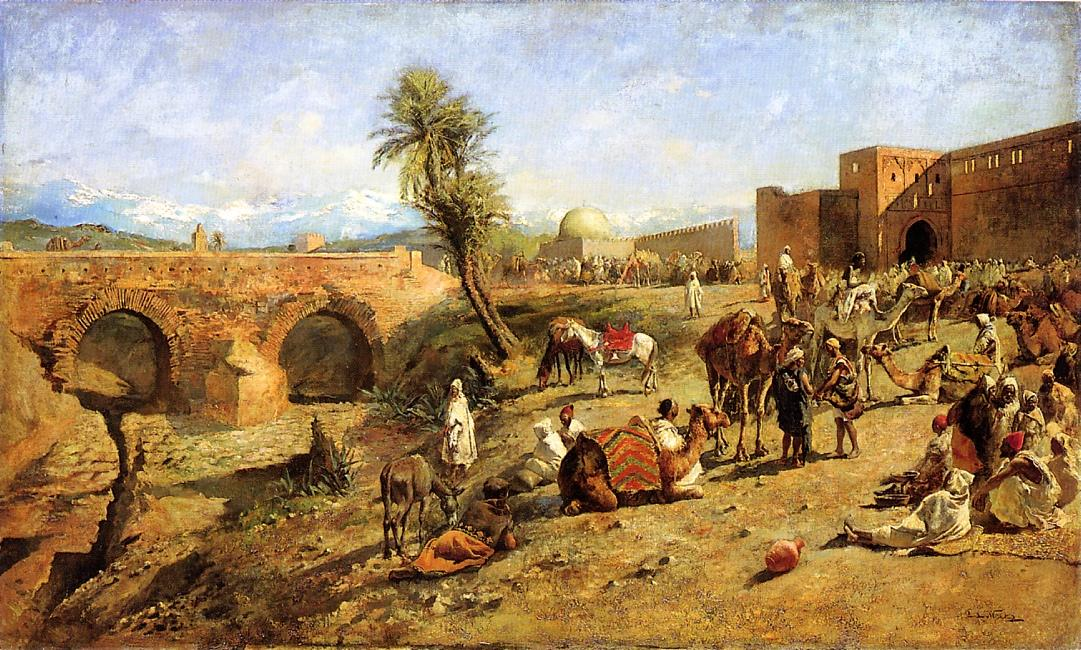
Arrival of a Caravan Outside The City of Morocco